# Lycosa ariadnae
Lycosa ariadnae är en spindelart som beskrevs av McKay 1979. Lycosa ariadnae ingår i släktet Lycosa och familjen vargspindlar.
Artens utbredningsområde är Western Australia. Inga underarter finns listade i Catalogue of Life.